# Der Verkehrsgigant
Der Verkehrsgigant ist eine Wirtschaftssimulation, die von JoWooD entwickelt und vertrieben wurde. Später erschien eine Gold-Edition mit zusätzlichen Karten und Missionen. Entgegen vorheriger Ankündigungen erschien keine Nachfolgeversion von JoWooD. Toplitz Productions veröffentlichte den Titel unter dem englischen Namen Traffic Giant bei digitalen Distributoren.

## Spielprinzip
Im Spiel schlüpft der Spieler in die Rolle eines privaten oder öffentlichen Verkehrsunternehmers. Ziel des Spieles ist es, ein funktionierendes und gewinnbringendes Verkehrsnetz mit Hilfe von Bussen, Straßenbahnen, S-Bahnen, Schwebebahnen und Magnetschwebebahnen aufzubauen. Dazu muss er Fahrzeuge kaufen, Haltestellen errichten und Schienen verlegen. Danach müssen noch die einzelnen Linien festgelegt werden. Das Spiel besitzt auch einen Karteneditor in dem eigene Szenarien kreiert werden können.

## Technik
Der Verkehrsgigant benutzt als Grafik eine isometrische Ansicht auf die Stadt, die weder dreh- noch kippbar ist. Allerdings sind die Gebäude ausblendbar.

## Rezeption
Das Spiel sei für Einsteiger geeignet. Das äußerst simple Wirtschaftsmodell und die viel zu geringen Eingriffsmöglichkeiten machen es für erfahrene Spieler unattraktiv. Die Soundeffekte seien kritikwürdig. Die Bedienungselemente und Menüs seien wenig intuitiv.
Die Goldversion böte nur wenige Neuerungen. Es gäbe keinerlei spielerische Neuheiten. Bei vielen Haltestellen sei die Übersicht nicht mehr gegeben. Die Szenarien in Nordamerika seien deutlich schwieriger zu lösen.
In Retrospektive sei das Spiel mit Cities in Motion vergleichbar.